# Regimentul 6 Călărași (1916-1918)
Regimentul 6 Călărași a fost o unitate de cavalerie de nivel tactic, care s-a constituit la 14/27 august 1916, prin mobilizarea unităților și subunităților existente la pace. Regimentul era dislocat la pace în garnizoana Ploiești. :p. 335
Regimentul a făcut parte din Brigada 3 Călărași alături de Regimentul 5 Călărași, aflată în organica Corpului III Armată. La intrarea în război, Regimentul 6 Călărași a fost comandat de colonelul Constantin Costescu. Regimentul 6 Călărași a participat la acțiunile militare pe frontul român, pe toată perioada războiului, între 14/27 august 1916 - 28 ocotmbrie/11 noiembrie 1918.{Rp|p. 200}

## Participarea la operații

### Campania anului 1916
În campania din anul 1916 Regimentul 6 Călărași a participat la acțiunile militare în dispozitivul de luptă al Armatei 2, participând la Bătălia de la Brașov (1916) și Bătălia de pe Valea Prahovei (1916). {Rp|passim}{Rp|passim}

### Campania anului 1917
În campania din anul 1917 Regimentul 6 Călărași a participat la acțiunile militare în dispozitivul de luptă al Armatei 1, participând la Bătălia de la Mărășești. În această campanie, regimentul a fost comandat de colonelul Constantin Costescu. {Rp|p. 50} {Rp|passim}{Rp|passim}

## Comandanți
- Colonel  Constantin Costescu
- Colonel  Constantin Costescu